# Vulcanidas
Vulcanidas ist eine Gattung von „Tiefsee-Miesmuscheln“ aus der Familie der Miesmuscheln (Mytilidae). Die einzige rezente Art ernährt sich von symbiontischen Schwefelbakterien in den Kiemen, aber auch durch Filtrieren.

## Merkmale
Die Gehäuse sind bis zu 18 cm lang und 9,2 cm hoch; das Längen-Breitenverhältnis liegt bei erwachsenen Exemplaren zwischen 1,8 und 2. der Umriss ist etwas variabel. Der Dorsalrand ist meist gewinkelt, kann aber auch „nur“ gerundet sein. Die maximale Höhe (Spitze des Winkels) liegt im mittleren Gehäusedrittel, aber deutlich hinter der Mitte, das heißt etwas zum Hinterrand hin verschoben. Der Hinterrand ist breit gerundet, der Vorderrand etwas enger gerundet. Die Wirbel sitzen nahe dem Vorderende, etwa bei einem Zehntel der Gesamtlänge. Die Schale ist vergleichsweise dünn aber festschalig. Die Oberfläche weist konzentrische Anwachslinien auf, die bei manchen Exemplaren auch etwas gröber sein können. Das Periostracum ist meist schwarz, gelegentlich auch bräunlich-schwarz, rötlich-braun bis rötlich. Die Innenseite ist weiß und irisierend. Der vordere und der hintere Schließmuskel sind vergleichsweise groß. Der hintere Schließmuskel ist dabei nicht in einzelne Stränge gegliedert. Die Mantellinie verläuft am Ventralrand sehr dicht am Gehäuserand. Der Prodissoconch I ist typisch D-förmig mit einer Länge von 130 µm.
Die Kiemen sind sehr lang und nicht hypertrophiert. Sie enthalten endosymbiontische, thiotrophe Bakterien. Der Fuß ist kurz und klein. Der Verdauungstrakt ist gut entwickelt. Der Mitteldarm ist in eine einzige sehr lange Schleife gelegt. Der vordere Fuß-/Byssus-Retraktratormuskel ist kurz und sehr breit, und inseriert an der Schale im mittleren bis hinteren Teil der Wirbelkammer. Der hintere Fußretraktor ist gut entwickelt. Der hintere Byssusretraktor ist sehr breit und besteht aus zahlreichen divergierenden Muskelbündeln mit einer gemeinsamen Basis am Byssus. Der hintere Retraktormuskel bildet eine einheitliche Narbe an der Schale; eine Trennung in einen vorderen und hinteren Muskelbereich ist nicht zu beobachten.

### Ähnliche Gattungen
Die Kiemen von Vulcanidas sind wie bei anderen Tiefsee-Miesmuschel sehr lang, aber weniger fleischig und hypertrophiert wie z. B. bei Bathymodiolus und Gigantidas-Arten. Der Mitteldarm ist in eine große Schleife gelegt; bei anderen Tiefsee-Miesmuschel ist die Schleife wesentlich kleiner oder fehlt ganz.

## Geographische Verbreitung und Lebensraum
Die einzige rezente Art wurde bisher nur an zwei Lokalitäten auf dem Kermadec Ridge, nordöstlich von Neuseeland bekannt, dem Macauley-Vulkankrater (30° 12.86′ S; 178° 27.01′ W) und dem Giggenbach-Vulkan (30° 2,02′ S; 178° 42,65′ W). Die Wassertiefe beträgt dort zwischen 140 und 504 Meter.
Die Tiere ernähren sich einerseits von den symbiontischen Schwefel-Bakterien in den Kiemen, andererseits aber auch durch Filtrieren. Bei der Untersuchung des Verdauungstraktes stellte sich nämlich heraus, dass der Darm z. T. mit Detritus gefüllt war. Der kleine D-förmige Prodissoconch I deutet auf eine planktotrophe Entwicklung hin.

## Taxonomie
Das Taxon wurde 2010 von Rudo von Cosel und Bruce Marshall erstmals beschrieben. Steffen Kiel und Amano stellten eine fossile Art aus dem Mittleren Eozän von der Westküste Nordamerikas, allerdings mit Fragezeichen zur Gattung Vulcanidas. Cosel und Marshall wiesen die Gattung der Unterfamilie Modiolinae zu; sie betrachteten die Bathymodiolinae als Synonym der Modiolinae. Thubaut et al. (2013) fassten dagegen die Unterfamilie Bathymodiolinae (wieder) als gültige Unterfamilie auf und transferiertenVulcanidas in die Unterfamilie Bathymodiolinae.
- Vulcanidas ? goederti Kiel & Amano, 2013 (Mittleres Eozän, Paläogen)
- Vulcanidas insolatus Cosel & Marshall, 2010